# Parlamentswahl auf den Marshallinseln 2015
Die Parlamentswahl auf den Marshallinseln 2015 (General elections) fand am 16. November statt.

## Wahlsystem
Die 33 Mitglieder der Nitijeḷā (Parlament) wurden in 19 Wahlkreisen mit einzelkandidaten und fünf Wahlkreisen mit mehreren Kandidaten zwischen zwei und fünf Sitzen. Die Wahlen werden persönlich zugeordnet, nicht Parteien und Parteimitgliedschaft wird auf den Wahlzetteln nicht angegeben.

## Ergebnisse
Die Ergebnisse werden nicht nach Parteizugehörigkeit aufgeschlüsselt. Die Interparlamentarische Union berichtet, dass 23 der 33 gewählten Senatoren der Partei Kien Eo Am (KEA) angehören. Marianas Variety berichtete im Gegensatz dazu, dass weder die KEA, noch die Gruppierung von Präsident Christopher Loeak eine Mehrheit errungen hatte und dass eine Gruppe aus sechs Unabhängigen die Machtbalance kontrollierten. Viele prominente Mitglieder der vorher herrschenden Partei Aelon̄ Kein Ad (AKA), inklusive der Hälfte der Kabinettsmitglieder, verlor ihre Sitze. Die Zahl der weiblichen Senatore steigerte sich auf drei, ein neuer Rekord.

## Nachwirkungen
Am 4. Januar 2016 wählte das Parlament Casten Nemra mit einer Mehrheit von nur einer Stimme zum Präsidenten. Er wurde jedoch zwei Wochen später entlassen, nachdem ein Misstrauensvotum im Parlament mit 21 zu 12 Stimmen endete. Am 27. Januar 2016 fand eine zweite Wahl statt, bei der Hilda Heine die erste Präsidentin des Landes wurde.